# Галун-(К)
Галун-(К) — водний мінерал, сульфат калію і алюмінію із формулою KAl(SO4)2·12(H2O). Це мінеральна форма калієвих квасцов і згадується як калієвий галун у старих джерелах. Член групи галунів.
Проявляється у вигляді безбарвних або білих м'яких ізометричних кристалів і висолів. Рідкісні кристали мають октаедричну форму, якщо утворюються у вигляді осаду з нейтрального водного розчину, але кубічні, якщо розчин є лужним.
Випадає у вигляді осаду навколо вулканічних фумарол і сольфатар, а також як зміна у аргілітах або вугільних пластах, які містять окиснювальні сульфідні мінерали (пірит або марказит). Асоціюється з алуногеном, пікерингітом, епсомітом, мелантеритом, гіпсом і самородною сіркою.
Місця проявів включають гору Везувій в Італії та печеру Алум в окрузі Сев'єр, штат Теннессі.